# Francesco da Jesi
Francesco da Jesi (Jesi, 1470 circa – Perugia, 1549) è stato un religioso italiano.
Discendente della nobile famiglia Ripanti, dopo aver distribuito ai poveri tutti i suoi averi, entrò nell'Ordine dei Frati Minori verso il 1490. Successivamente  passò all'Ordine dei frati minori cappuccini  fino a che, nel 1544, fu nominato  Generale del medesimo ordine. Morì nel 1549, forse a Perugia 